# Aérodrome de Toulouse - Lasbordes
Pour les articles homonymes, voir Aéroport de Toulouse.
L’aérodrome Toulouse - Lasbordes (code OACI : LFCL) est un aérodrome français situé sur la commune de Balma, à 4 km à l'est du centre-ville de Toulouse, dans le département de la Haute-Garonne et la région Occitanie.
Situé dans la vallée de l'Hers-Mort après sa confluence avec la Saune, il est facilement repérable grâce à la réplique de la fusée Ariane 5, à la Cité de l'espace, de l'autre côté du périphérique de Toulouse (sortie  17).
Les aéroclubs d'Airbus et Air France, ainsi que de grandes écoles aéronautiques toulousaines telles que l'ISAE-SUPAERO et l'ENAC, y sont notamment basés, mais aussi des aéroclubs non adossés à une entreprise ou une école : aéroclubs Toulouse Midi-Pyrénées, Dassault-Breguet, Les Ailes Toulousaines, Claude Chautemps et Midi-Pyrénées Voltige.
Plusieurs associations humanitaires, caritatives ou de pilotes privés, ainsi que des entreprises sont également implantées sur la plateforme de Lasbordes. L'ensemble de ces structures sont fédérées au sein de l'Association des Usagers de l'Aérodrome Toulouse Balma Lasbordes (AUATBL). Environ 900 usagers font vivre cette plateforme, en lien avec le gestionnaire Toulouse Métropole.

## Moyens et Équipements
L'aérodrome de Toulouse-Lasbordes est un aérodrome contrôlé qui dispose d'une piste en dur orientée 15 - 33 (le QFU a changé durant l'été 2015) de 950 m équipée de PAPI ainsi que d'une piste en herbe dédiée aux ULM, de même QFU et d'une longueur de 350 m.

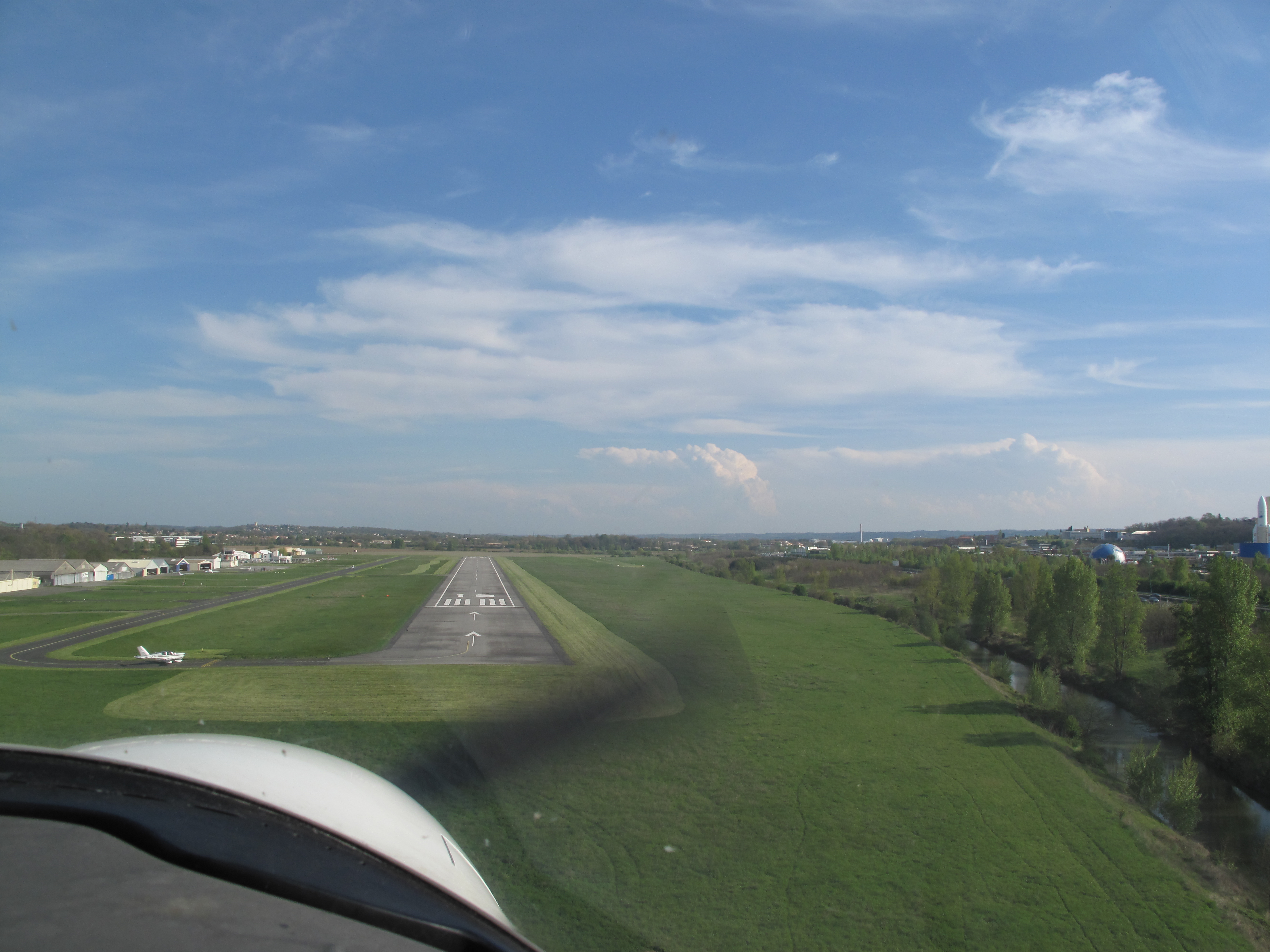
Vue de la finale piste 15 à Toulouse - Lasbordes en 2010.

## Histoire
C'est en 1933 que se créait à Toulouse la Société française de vol à voile, alors appelée « Toulouse Pyrénées », renommée « Aéroclub du Languedoc » à la Libération.
Il fallut attendre la fin de la Seconde Guerre mondiale pour que l'aérodrome s'installe sur le terrain de Toulouse - Lasbordes dont les Allemands avaient entrepris la construction, le projet était de faire une piste longue de 3 000 m, ayant pour but la création d'une base de bombardiers à destination de l'Italie.
Par la suite, le terrain fut racheté par l'État français, pour finalement être ouvert, en 1955, à la circulation aérienne publique. En 1956, des membres de l'Aéroclub du Languedoc décident de créer l'aéroclub Les Ailes Toulousaines. La mairie de Toulouse met alors à la disposition de cette nouvelle structure un hangar aéronautique récupéré des Allemands.
Le 18 février 1957 (publication au Journal Officiel le 12 mars 1957), l'aéroclub Louis-Breguet (aujourd'hui Marcel-Dassault) est fondé par des salariés de l’usine Breguet de Toulouse Montaudran. L'aéroclub Air France est créé en 1959 sur le terrain de Montaudran mais doit déménager en 2003 à Lasbordes à la suite de la fermeture des infrastructures de Montaudran.
En 1974, la section vol à voile de l'Aéroclub du Languedoc déménage sur le terrain de Bourg-Saint-Bernard, situé à 25 km à l'est de Toulouse.
Dès 1989, les différentes structures présentes sur la plateforme constituent l'Association des usagers de l'aérodrome Toulouse - Balma - Lasbordes (AUATBL), afin de les représenter auprès des autorités locales.
L'aéroclub du Languedoc disparaît en 1993 pour donner naissance à deux entités indépendantes : l'Aéroclub Toulouse Midi-Pyrénées, section vol motorisé basée à Lasbordes, et l'Association Vélivole et Aéronautique Toulousaine pour la partie vol à voile, basée à Bourg-Saint-Bernard.
Le nombre de mouvements annuels à Lasbordes s'élève à environ 60 000, ce qui fait de ce terrain l'un des plus actifs des aérodromes d'aviation générale, comptant plus de 900 usagers et 130 avions et ULM basés.
Fin août 2015, à la suite de la variation du nord magnétique, le QFU de la piste a changé pour passer de 16-34 à 15-33.
Aéroports et aérodromes de la région Occitanie
| \| 20 km1:2 341 000 \| Albi · Le Sequestre Montauban Millau · Larzac Cassagnes · Bégonhès Villefranche-de-Rouergue Mende · Brenoux Nogaro Condom · Valence-sur-Baïse Cahors · Lalbenque Figeac · Livernon Lasbordes Muret-Lherm · Saint-Gaudens · Montréjeau Bagnères · de-Luchon Pamiers · Les Pujols Saint-Girons · Antichan Castelnaudary · Villeneuve Lézignan · Corbières Alès · Cévennes Toulouse · Blagnac Francazal · Auch · Gers Castres · Mazamet Rodez · Aveyron Tarbes · Lourdes · Pyrénées Brive · Souillac Carcassonne · Salvaza Montpellier · Méditerranée Béziers · Cap d'Agde Nîmes · Garons Perpignan · Rivesaltes |
| 20 km1:2 341 000 |

## Aéroclubs et écoles basés à Lasbordes
- Aéroclub Claude Chautemps (A3C)
- Aéroclub Airbus Toulouse (ACAT)
- Aéroclub Air France Toulouse (ACAF)
- Aéroclub Toulouse Midi-Pyrénées (ACTMP)
- Aéroclub Les Ailes Toulousaines
- Aéroclub Marcel Dassault
- Aéroclub ISAE-SUPAERO
- Aéroclub ENAC
- Midi-Pyrénées Voltige

## Autres associations implantées
- Association des Usagers de l'Aérodrome Toulouse-Balma-Lasbordes (AUATBL)
- ACAART (association de constructeurs amateurs)
- Air Aventures (organisation du Rallye Toulouse/Saint-Louis du Sénégal)
- APPAS (association de propriétaires privés)
- Aviation sans frontières (actions humanitaires)
- Le fauteuil volant (association caritative)

## Entreprises et sociétés

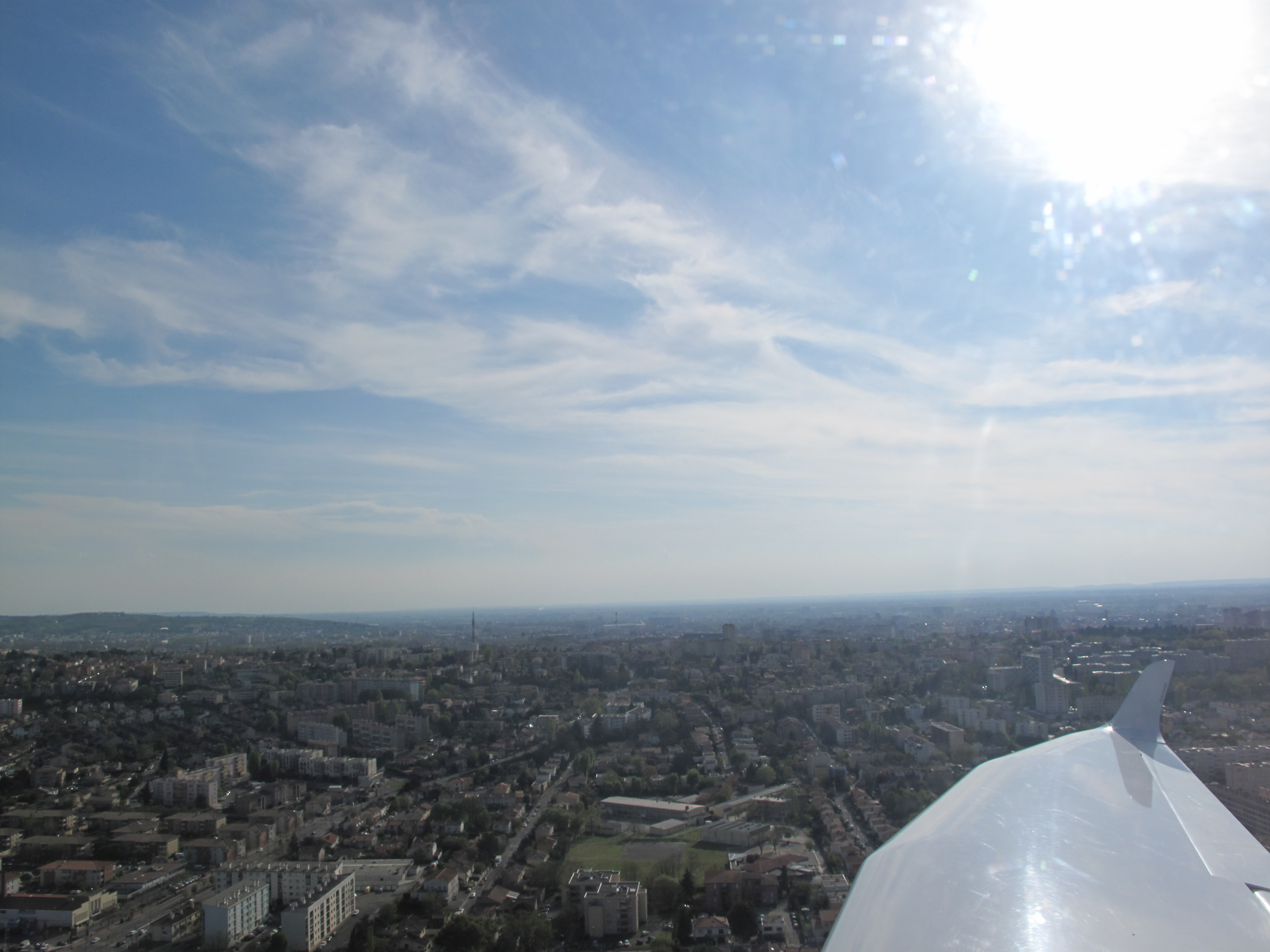
Vue sur Toulouse étant en finale piste 15 à Toulouse-Lasbordes depuis un Aquila AT01.

- Aéraudit (société de maintenance aéronautique)
- Air Light (baptêmes et initiation ULM)
- Envol Côté-plage (restauration et événementiel)
- SkyVibes (vols à sensations)
- SUD Aéroparc (société civile immobilière)
- SUD Aérosystèmes (société intermédiaire de commerce)
- Total (carburant aéronautique)